# Federazione svizzera di judo e ju-jitsu
La Federazione di judo della Svizzera (in tedesco Schweizerischer Judo & Ju-Jitsu Verband e in francese Federation Suisse de judo e ju-jitsu) è l'organo che governa il judo in Svizzera.
La Federazione fa parte del International Judo Federation ed è membro della European Judo Union. Organizza le manifestazioni judoistiche locali. L'Associazione ha sede a Ittigen.
Oltre ai due sport principali Judo e Ju-Jitsu, l'organizzazione svizzera si occupa anche di Aikidō, Kendō e Iaidō, che sono organizzati in sezioni autonome.

## Nome
- Italiano: Federazione Svizzera di Judo & Ju-Jitsu (FSJ)
- Tedesco: Schweizerischer Judo & Ju-Jitsu Verband (SJV)
- Francese: Fédération Suisse de Judo & Ju-Jitsu (FSJ)
- Inglese: Swiss Judo & Ju-Jitsu Federation (SJF)

## Palmarès

### Olimpiadi
| Evento                      | Atleta             | Categoria | Risultato |
| --------------------------- | ------------------ | --------- | --------- |
| Olympic Games Tokyo 1964    | Eric Hänni         | -68 kg    | Argento   |
| Olympic Games Montreal 1976 | Jürg Röthlisberger | -93 kg    | Bronzo    |
| Olympic Games Moscow 1980   | Jürg Röthlisberger | -86 kg    | Oro       |
| Olympic Games Beijing 2008  | Sergei Aschwanden  | -90 kg    | Bronzo    |

### Mondiali
| Evento                             | Atleta            | Categoria | Risultato |
| ---------------------------------- | ----------------- | --------- | --------- |
| World Championships Hamilton 1993  | Eric Born         | -65 kg    | Argento   |
| World Championships Paris 1997     | Monika Kurath     | -48 kg    | Bronzo    |
| World Championships Munich 2001    | Sergei Aschwanden | -81 kg    | Bronzo    |
| World Championships Osaka 2003     | Sergei Aschwanden | -81 kg    | Argento   |
| World Championships Budapest 2021  | Fabienne Kocher   | -52 kg    | Bronzo    |
| World Championships Doha 2023      | Nils Stump        | -73 kg    | Oro       |
| World Championships Abu Dhabi 2024 | Nils Stump        | -73 kg    | Bronzo    |

## Medagliere
La seguente tabella contiene tutte le medaglie internazionali ottenute dalla nazionale Svizzera.
| Competizione                | Oro | Argento | Bronzo | Oro · Argento · Bronzo |
| --------------------------- | --- | ------- | ------ | ---------------------- |
| Olympic Games               | 1   | 1       | 2      | 4                      |
| World Championships         | 1   | 2       | 4      | 7                      |
| World Masters               | 0   | 0       | 0      | 0                      |
| Grand Slam                  | 4   | 7       | 7      | 18                     |
| Grand Prix                  | 3   | 9       | 20     | 32                     |
| European Championships      | 0   | 1       | 7      | 8                      |
| European Open               | 24  | 23      | 48     | 95                     |
| European Cup                | 15  | 26      | 39     | 80                     |
| Altri eventi internazionali | 0   | 0       | 1      | 1                      |
| Totali                      | 48  | 69      | 128    | 245                    |

Dati aggiornati al 12.03.2025